# Список Героев Советского Союза (Донских — Дятлов)
В настоящем списке представлены в алфавитном порядке все Герои Советского Союза, чьи фамилии начинаются с буквы «Д» (всего 441 человек, из них трое удостоены звания дважды). Список содержит даты Указов Президиума Верховного Совета СССР о присвоении звания, информацию о роде войск, должности и воинском звании Героев на дату представления к присвоению звания Героя Советского Союза, годах их жизни.
Ударения в фамилиях Героев приведены по книге «Герои Советского Союза: Краткий биографический словарь / Пред. ред. коллегии И. Н. Шкадов. — М.: Воениздат, 1987. — Т. 1 /Абаев — Любичев/. — 911 с. — 100 000 экз. — ISBN отс., Рег. № в РКП 87-95382.».
- Персиковым цветом  в таблице выделены Герои, удостоенные звания дважды и более раз.
- Серым цветом  в таблице выделены Герои, представленные к званию посмертно.

| Навигационная таблица | Навигационная таблица              |
| --------------------- | ---------------------------------- |
| «Д»                   | Давиденко Василий — Денисов Михаил |
| «Д»                   | Денисов Осип — Донских Александр   |
| «Д»                   | Донских Иван — Дятлов Игнатий      |

| № п/п | Фамилия Имя Отчество                                                        | Дата Указа            | Род войск    | Должность | Звание                    | Годы жизни                           | БС ГС НЛ                        |
| ----- | --------------------------------------------------------------------------- | --------------------- | ------------ | --- | ------------------------- | ------------------------------------ | ------------------------------- |
| 294   | Донски́х Иван Григорьевич                                                    | 31.05.1945            | артиллерия   | командир дивизиона 538-го армейского миномётного полка 33-й армии 1-го Белорусского фронта | старший лейтенант         | 27.01.1917 — 12.10.1997              | [ БС 1 ] [ ГС 1 ] [ НЛ 1 ]      |
| 295   | Донцо́в Максим Иванович                                                      | 19.04.1945            | пехота       | командир роты 312-го стрелкового полка 26-й стрелковой дивизии 43-й армии 3-го Белорусского фронта | старший лейтенант         | 25.05.1914 — 20.06.1985              | [ БС 1 ] [ ГС 2 ] [ НЛ 2 ]      |
| 296   | Дончу́к Василий Иванович укр. Дончук Василь Іванович                         | 02.11.1944            | авиация      | командир 108-й отдельной разведывательной авиационной эскадрильи 7-й воздушной армии Карельского фронта | майор                     | 10.12.1910 — 21.10.1944              | [ БС 1 ] [ ГС 3 ] [ НЛ 3 ]      |
| 297   | До́риков Максим Григорьевич                                                  | 10.04.1945            | связисты     | телефонист 280-го отдельного батальона связи 17-й стрелковой дивизии 48-й армии 2-го Белорусского фронта | ефрейтор                  | 13.08.1902 — 1988                    | [ БС 1 ] [ ГС 4 ] [ НЛ 4 ]      |
| 298   | Доро́вский Николай Степанович                                                | 22.07.1944            | пехота       | командир пулемётной роты 199-го гвардейского стрелкового полка 67-й гвардейской стрелковой дивизии 6-й гвардейской армии 1-го Прибалтийского фронта                                                                   | гвардии лейтенант         | 01.05.1924 — 25.06.1944              | [ БС 1 ] [ ГС 5 ] [ НЛ 5 ]      |
| 299   | Доро́нин Василий Александрович                                               | 24.05.1944            | танкист      | командир танковой роты 28-го танкового полка 16-й гвардейской механизированной бригады 6-го гвардейского механизированного корпуса 4-й танковой армии 1-го Украинского фронта                                         | гвардии старший лейтенант | 25.12.1917 — 17.01.1985              | [ БС 2 ] [ ГС 6 ] [ НЛ 6 ]      |
| 300   | Доро́нин Иван Васильевич                                                     | 20.04.1934            | авиация      | лётчик Полярной авиации, участник операции по спасению экипажа парохода «Челюскин» | —                         | 05.05.1903 — 02.02.1951              | ——                              |
| 301   | Дорофе́ев Александр Иванович                                                 | 22.02.1944            | пехота       | командир роты 185-го гвардейского стрелкового полка 60-й гвардейской стрелковой дивизии 6-й армии 3-го Украинского фронта                                                                                             | гвардии лейтенант         | 1914 — 24.10.1944                    | [ БС 3 ] [ ГС 8 ] [ НЛ 7 ]      |
| 302   | Дорофе́ев Александр Петрович                                                 | 19.03.1944            | пехота       | командир 295-й стрелковой дивизии 28-й армии 3-го Украинского фронта | полковник                 | 25.08.1895 — 25.02.1971              | [ БС 3 ] [ ГС 9 ] [ НЛ 8 ]      |
| 303   | Дорофе́ев Иван Николаевич укр. Дорофєєв Іван Миколайович                     | 24.03.1945            | пехота       | командир пулемётного взвода 100-го гвардейского стрелкового полка 35-й гвардейской стрелковой дивизии 8-й гвардейской армии 1-го Белорусского фронта                                                                  | гвардии лейтенант         | 26.10.1914 — 22.08.1945              | [ БС 3 ] [ ГС 10 ] [ НЛ 9 ]     |
| 304   | Доро́хин Иван Никитович                                                      | 23.08.1944            | артиллерия   | командир самоходной артиллерийской установки СУ-76 713-го самоходного артиллерийского полка 48-й армии 1-го Белорусского фронта                                                                                       | младший лейтенант         | 31.03.1924 — 25.06.1944              | [ БС 3 ] [ ГС 11 ] [ НЛ 10 ]    |
| 305   | Доро́хин Иван Сергеевич                                                      | 10.01.1944            | пехота       | командир роты 86-го стрелкового полка 180-й стрелковой дивизии 38-й армии Воронежского фронта | старший лейтенант         | 19.01.1909 — 04.06.1984              | [ БС 3 ] [ ГС 12 ] [ НЛ 11 ]    |
| 306   | До́рохов Николай Яковлевич                                                   | 22.02.1944            | пехота       | пулемётчик 104-го гвардейского стрелкового полка 36-й гвардейской стрелковой дивизии 57-й армии Степного фронта | гвардии сержант           | 20.05.1920 — 25.04.1994              | [ БС 4 ] [ ГС 13 ] [ НЛ 12 ]    |
| 307   | До́рош Юрий Порфирьевич укр. Дорош Юрій Порфирович                           | 27.02.1945            | пехота       | командир отделения 1052-го стрелкового полка 301-й стрелковой дивизии 9-го стрелкового корпуса 5-й ударной армии 1-го Белорусского фронта                                                                             | сержант                   | 02.05.1924 — 16.04.1992              | [ БС 5 ] [ ГС 14 ] [ НЛ 13 ]    |
| 308   | Дороше́нко Павел Яковлевич укр. Дорошенко Павло Якович                       | 01.07.1944            | авиация      | заместитель командира эскадрильи 955-го штурмового авиационного полка 305-й штурмовой авиационной дивизии 17-й воздушной армии 3-го Украинского фронта                                                                | старший лейтенант         | 27.07.1915 — 27.10.1944              | [ БС 5 ] [ ГС 15 ] [ НЛ 14 ]    |
| 309   | Дороше́нко Трофим Тихонович                                                  | 16.10.1943            | пехота       | помощник командиpa взвода 203-го гвардейского стрелкового полка 70-й гвардейской стрелковой дивизии 13-й армии Центрального фронта                                                                                    | гвардии сержант           | 1907 — 11.02.1970                    | [ БС 5 ] [ ГС 16 ] [ НЛ 15 ]    |
| 310   | Достова́лов Семён Васильевич                                                 | 24.03.1945            | пехота       | пулемётчик 900-го горнострелкового полка 242-й горнострелковой дивизии 1-й гвардейской армии 4-го Украинского фронта                                                                                                  | красноармеец              | 1919 — 24.06.1944                    | [ БС 5 ] [ ГС 17 ] [ НЛ 16 ]    |
| 311   | Доце́нко Василий Данилович                                                   | 21.03.1940            | комиссар     | военный комиссар батальона 330-го стрелкового полка 86-й мотострелковой дивизии 7-й армии Северо-Западного фронта | старший политрук          | 15.08.1905 — 14.07.1979              | [ БС 5 ] [ ГС 18 ] [ НЛ 17 ]    |
| 312   | Доце́нко Дмитрий Степанович укр. Доценко Дмитро Степанович                   | 10.04.1945            | артиллерия   | командир огневого взвода 1075-го армейского истребительно-противотанкового артиллерийского полка 5-й гвардейской армии 1-го Украинского фронта                                                                        | старший лейтенант         | 01.08.1913 — 15.03.1991              | [ БС 5 ] [ ГС 19 ] [ НЛ 18 ]    |
| 313   | Доце́нко Иосиф Трофимович укр. Доценко Йосип Трохимович                      | 16.10.1943            | пехота       | командир роты 271-го стрелкового полка 181-й стрелковой дивизии 13-й армии Центрального фронта | старший лейтенант         | 15.11.1916 — 28.09.1943              | [ БС 6 ] [ ГС 20 ] [ НЛ 19 ]    |
| 314   | Доце́нко Степан Матвеевич                                                    | 22.02.1944            | артиллерия   | наводчик орудия батареи 76-мм пушек 185-го гвардейского стрелкового полка 60-й гвардейской стрелковой дивизии 6-й армии 3-го Украинского фронта                                                                       | гвардии красноармеец      | 18.02.1900 — 12.04.1978              | [ БС 7 ] [ ГС 21 ] [ НЛ 20 ]    |
| 315   | Доце́нко Тарас Степанович укр. Доценко Тарас Степанович                      | 22.02.1944            | пехота       | командир батальона 1118-го стрелкового полка 333-й стрелковой дивизии 6-й армии 3-го Украинского фронта | старший лейтенант         | 20.12.1907 — 17.03.1970              | [ БС 7 ] [ ГС 22 ] [ НЛ 21 ]    |
| 316   | Драгомире́цкий Владимир Порфирьевич укр. Драгомирецький Володимир Порфирович | 05.11.1944            | авиация      | командир 337-го авиационного полка 5-й гвардейской авиационной дивизии 4-го гвардейского авиационного корпуса Авиации дальнего действия                                                                               | гвардии майор             | 30.12.1914 — 23.08.1979              | [ БС 7 ] [ ГС 23 ] [ НЛ 22 ]    |
| 317   | Драгу́нов Николай Петрович                                                   | 26.10.1943            | пехота       | разведчик 77-й гвардейской отдельной разведывательной роты 73-й гвардейской стрелковой дивизии 7-й гвардейской армии Степного фронта                                                                                  | гвардии красноармеец      | 03.07.1924 — 17.08.1973              | [ БС 7 ] [ ГС 24 ] [ НЛ 23 ]    |
| 318   | Драгу́нский Давид Абрамович                                                  | 23.09.1944 31.05.1945 | танкист      | командир 55-й гвардейской танковой бригады 7-го гвардейского танкового корпуса 3-й гвардейской танковой армии 1-го Украинского фронта                                                                                 | гвардии полковник         | 15.02.1910 — 12.10.1992              | [ БС 8 ] [ ГС 25 ] [ НЛ 24 ]    |
| 319   | Драни́щев Евгений Петрович                                                   | 24.08.1943            | авиация      | заместитель командира эскадрильи 9-го гвардейского истребительного авиационного полка 6-й гвардейской истребительной авиационной дивизии 8-й воздушной армии Южного фронта                                            | гвардии старший лейтенант | 20.12.1918 — 20.08.1943              | [ БС 9 ] [ ГС 26 ] [ НЛ 25 ]    |
| 320   | Дранко́ Пётр Александрович укр. Дранко Петро Олександрович                   | 02.09.1943            | авиация      | командир эскадрильи 89-го гвардейского истребительного авиационного полка 7-й гвардейской истребительной авиационной дивизии 2-го истребительного авиационного корпуса 1-й воздушной армии Западного фронта           | гвардии майор             | 09.09.1913 — 20.10.1993              | [ БС 9 ] [ ГС 27 ] [ НЛ 26 ]    |
| 321   | Драче́нко Иван Григорьевич укр. Драченко Іван Григорович                     | 26.10.1944            | авиация      | старший лётчик 140-го гвардейского штурмового авиационного полка 8-й гвардейской штурмовой авиационной дивизии 1-го гвардейского штурмового авиационного корпуса 5-й воздушной армии Степного фронта                  | гвардии младший лейтенант | 15.11.1922 — 16.11.1994              | [ БС 9 ] [ ГС 28 ] [ НЛ 27 ]    |
| 322   | Дре́бот Иван Захарович укр. Дребот Іван Захарович                            | 11.04.1940            | пехота       | командир отделения 168-го стрелкового полка 24-й стрелковой дивизии 7-й армии Северо-Западного фронта | отделённый командир       | 31.05.1913 — 10.05.1983              | [ БС 9 ] [ ГС 29 ] [ НЛ 28 ]    |
| 323   | Древа́ль Василий Тимофеевич укр. Древаль Василь Тимофійович                  | 22.02.1944            | комиссар     | заместитель по политической части командира батальона 78-го гвардейского стрелкового полка 25-й гвардейской стрелковой дивизии 6-й армии Юго-Западного фронта                                                         | гвардии капитан           | 23.02.1917 — 19.01.1988              | [ БС 9 ] [ ГС 30 ] [ НЛ 29 ]    |
| 324   | Дрёмин Дмитрий Феоктистович                                                 | 23.10.1943            | генерал      | командир 309-й стрелковой дивизии 40-й армии Воронежского фронта | генерал-майор             | 15.03.1896 — 12.12.1953              | [ БС 9 ] [ ГС 31 ] [ НЛ 30 ]    |
| 325   | Дрёмов Иван Фёдорович                                                       | 26.04.1944            | генерал      | командир 8-го гвардейского механизированного корпуса 1-й танковой армии 1-го Украинского фронта | гвардии генерал-майор     | 15.10.1901 — 02.09.1983              | [ БС 10 ] [ ГС 32 ] [ НЛ 31 ]   |
| 326   | Дриже́нко Иван Алексеевич укр. Дриженко Іван Олексійович                     | 26.10.1943            | инженер      | командир сапёрной роты 126-го отдельного инженерно-сапёрного батальона 8-й инженерно-сапёрной бригады 7-й гвардейской армии Степного фронта                                                                           | старший лейтенант         | 06.01.1916 — 27.03.1973              | [ БС 11 ] [ ГС 33 ] [ НЛ 32 ]   |
| 327   | Дризо́вский Семён Борисович                                                  | 17.10.1943            | артиллерия   | командир миномётной роты 385-го стрелкового полка 112-й стрелковой дивизии 60-й армии Центрального фронта | старший лейтенант         | 26.08.1920 — 22.09.1991              | [ БС 11 ] [ ГС 34 ] [ НЛ 33 ]   |
| 328   | Дрикало́вич Николай Николаевич укр. Дрикалович Микола Миколайович            | 26.10.1943            | артиллерия   | командир батареи 161-го отдельного армейского гвардейского пушечного артиллерийского полка 7-й гвардейской армии Степного фронта                                                                                      | гвардии старший лейтенант | 07.07.1913 — 26.09.1987              | [ БС 11 ] [ ГС 35 ] [ НЛ 34 ]   |
| 329   | Дринь Савелий Григорьевич                                                   | 23.08.1944            | пехота       | стрелок 740-го стрелкового полка 217-й стрелковой дивизии 48-й армии 1-го Белорусского фронта | красноармеец              | 04.01.1912 — 25.06.1944              | [ БС 11 ] [ ГС 36 ] [ НЛ 35 ]   |
| 330   | Дроба́ха Анатолий Иванович укр. Дробаха Анатолій Іванович                    | 24.03.1945            | артиллерия   | командир орудия 823-го артиллерийского полка 301-й стрелковой дивизии 9-го стрелкового корпуса 5-й ударной армии 1-го Белорусского фронта                                                                             | старшина                  | 19.10.1924 — 08.12.1984              | [ БС 11 ] [ ГС 37 ] [ НЛ 36 ]   |
| 331   | Дробя́зко Василий Иосифович                                                  | 16.05.1944            | пехота       | стрелок 1-го гвардейского стрелкового полка 2-й гвардейской стрелковой дивизии 56-й армии Северо-Кавказского фронта                                                                                                   | гвардии ефрейтор          | 11.02.1920 — 19.12.1990              | [ БС 11 ] [ ГС 38 ] [ НЛ 37 ]   |
| 332   | Дро́вник Владимир Михайлович                                                 | 19.04.1945            | пехота       | пулемётчик 262-го гвардейского стрелкового полка 87-й гвардейской стрелковой дивизии 43-й армии 3-го Белорусского фронта                                                                                              | гвардии младший сержант   | 19.04.1924 — 14.04.1945              | [ БС 11 ] [ ГС 39 ] [ НЛ 38 ]   |
| 333   | Дро́жжин Михаил Петрович                                                     | 31.05.1945            | пехота       | командир отделения 37-го гвардейского стрелкового полка 12-й гвардейской стрелковой дивизии 61-й армии 1-го Белорусского фронта                                                                                       | гвардии сержант           | 01.11.1915 — 01.04.1981              | [ БС 12 ] [ ГС 40 ] [ НЛ 39 ]   |
| 334   | Дроздо́в Пётр Владимирович укр. Дроздов Петро Володимирович                  | 20.12.1943            | пехота       | командир взвода автоматчиков разведывательной роты 19-й механизированной бригады 1-го механизированного корпуса 37-й армии Степного фронта                                                                            | младший лейтенант         | 12.07.1923 — 20.01.1945              | [ БС 13 ] [ ГС 41 ] [ НЛ 40 ]   |
| 335   | Дроздо́вич Викентий Иосифович бел. Драздовіч Вікенцій Іосіфавіч              | 08.05.1965            | партизан     | активный участник партизанской борьбы в Белоруссии, командир взвода партизанского отряда имени Н. Котовского бригады имени К. Ворошилова Минской области                                                              | —                         | 15.08.1911 — 03.12.1942              | [ БС 13 ] [ ГС 42 ] [ НЛ 41 ]   |
| 336   | Дро́нов Никита Дорофеевич укр. Дронов Микита Дорофійович                     | 24.03.1945            | пехота       | командир 170-го гвардейского стрелкового полка 57-й гвардейской стрелковой дивизии 8-й гвардейской армии 1-го Белорусского фронта                                                                                     | гвардии подполковник      | 14.09.1900 — 05.04.1961              | [ БС 13 ] [ ГС 43 ] [ НЛ 42 ]   |
| 337   | Дружи́нин Владимир Николаевич                                                | 04.01.1944            | партизан     | активный участник партизанской борьбы на Украине, комиссар Черниговско-Волынского партизанского соединения | —                         | 25.12.1907 — 20.08.1976              | [ БС 13 ] [ ГС 44 ] [ НЛ 43 ]   |
| 338   | Дружи́нин Михаил Иванович                                                    | 24.03.1945            | комиссар     | комсорг батальона 61-го гвардейского стрелкового полка 19-й гвардейской стрелковой дивизии 5-го гвардейского стрелкового корпуса 39-й армии 3-го Белорусского фронта                                                  | гвардии лейтенант         | 15.09.1920 — 31.03.1996              | [ БС 13 ] [ ГС 45 ] [ НЛ 44 ]   |
| 339   | Дружи́нин Николай Иванович                                                   | 16.10.1943            | пехота       | стрелок 310-го стрелкового полка 8-й стрелковой дивизии 13-й армии Центрального фронта | красноармеец              | 19.12.1908 — 11.09.1979              | [ БС 13 ] [ ГС 46 ] [ НЛ 45 ]   |
| 340   | Дру́здев Николай Игнатьевич                                                  | 14.09.1945            | авиация      | командир 34-го ближнебомбардировочного авиационного полка 10-й авиационной дивизии пикирующих бомбардировщиков Военно-воздушных сил Тихоокеанского флота                                                              | капитан                   | 08.05.1918 — 12.04.1975              | [ БС 14 ] [ ГС 47 ] [ НЛ 46 ]   |
| 341   | Дры́гин Василий Михайлович укр. Дригін Василь Михайлович                     | 24.05.1943            | авиация      | старший лётчик 298-го истребительного авиационного полка 229-й истребительной авиационной дивизии 4-й воздушной армии Северо-Кавказского фронта                                                                       | капитан                   | 08.03.1921 — 03.09.2009              | [ БС 15 ] [ ГС 48 ] [ НЛ 47 ]   |
| 342   | Дряни́чкин Михаил Ефимович                                                   | 10.04.1945            | пехота       | командир батальона 904-го стрелкового полка 245-й стрелковой дивизии 59-й армии 1-го Украинского фронта | капитан                   | 04.12.1909 — 31.01.1945              | [ БС 15 ] [ ГС 49 ] [ НЛ 48 ]   |
| 343   | Дуб Григорий Моисеевич                                                      | 24.03.1945            | пехота       | помощник командира взвода 1001-го стрелкового полка 279-й стрелковой дивизии 51-й армии 4-го Украинского фронта | старший сержант           | 15.07.1919 — 11.09.1994              | [ БС 15 ] [ ГС 50 ] [ НЛ 49 ]   |
| 344   | Дубе́нко Александр Васильевич укр. Дубенко Олександр Васильович              | 26.10.1944            | авиация      | командир эскадрильи 622-го штурмового авиационного полка 214-й штурмовой авиационной дивизии 15-й воздушной армии 2-го Прибалтийского фронта                                                                          | старший лейтенант         | 18.08.1921 — 28.04.1946              | [ БС 15 ] [ ГС 51 ] [ НЛ 50 ]   |
| 345   | Дубено́к Геннадий Сергеевич                                                  | 24.08.1943            | авиация      | командир эскадрильи 53-го гвардейского истребительного авиационного полка 1-й гвардейской истребительной авиационной дивизии 16-й воздушной армии Центрального фронта                                                 | гвардии капитан           | 01.01.1920 — 17.12.2004              | [ БС 15 ] [ ГС 52 ] [ НЛ 51 ]   |
| 346   | Ду́биков Андрей Елиферович                                                   | 22.07.1944            | артиллерия   | командир орудия 73-го гвардейского отдельного истребительного противотанкового дивизиона 67-й гвардейской стрелковой дивизии 6-й гвардейской армии 1-го Прибалтийского фронта                                         | гвардии младший сержант   | 27.10.1898 — 03.07.1963              | [ БС 15 ] [ ГС 53 ] [ НЛ 52 ]   |
| 347   | Ду́бин Ибрагим Хусаинович тат. Дубин Ибраһим Хөсәен улы                      | 16.10.1943            | пехота       | командир роты 360-го стрелкового полка 74-й стрелковой дивизии 13-й армии Центрального фронта | младший лейтенант         | 16.05.1921 — 18.05.1996              | [ БС 16 ] [ ГС 54 ] [ НЛ 53 ]   |
| 348   | Дуби́на Пётр Прокофьевич укр. Дубина Петро Прокопович                        | 13.09.1944            | пехота       | пулемётчик мотострелкового батальона 2-й механизированной бригады 5-го механизированного корпуса 6-й танковой армии 2-го Украинского фронта                                                                           | красноармеец              | 11.01.1909 — 24.10.1995              | [ БС 17 ] [ ГС 55 ] [ НЛ 54 ]   |
| 349   | Дуби́нда Павел Христофорович укр. Дубинда Павло Христофорович                | 29.06.1945            | пехота       | командир взвода 293-го гвардейского стрелкового полка 96-й гвардейской стрелковой дивизии 28-й армии 3-го Белорусского фронта                                                                                         | гвардии старшина          | 25.07.1914 — 22.10.1992              | [ БС 17 ] [ ГС 56 ] [ НЛ 55 ]   |
| 350   | Дубине́ц Андрей Петрович                                                     | 15.08.1941            | пехота       | командир мотоциклетной роты 1-й сводной стрелковой дивизии 20-й армии Западного фронта | лейтенант                 | 23.11.1911 — 23.11.1942              | [ БС 17 ] [ ГС 57 ] [ НЛ 56 ]   |
| 351   | Дуби́нин Василий Михайлович                                                  | 22.02.1943            | пехота       | наводчик станкового пулемёта 24-го гвардейского стрелкового полка 10-й гвардейской стрелковой дивизии 14-й армии Карельского фронта                                                                                   | гвардии младший сержант   | 23.03.1920 — 03.10.1979              | [ БС 17 ] [ ГС 58 ] [ НЛ 57 ]   |
| 352   | Дуби́нин Ефим Иванович                                                       | 10.01.1944            | артиллерия   | командир орудия 1666-го истребительно-противотанкового артиллерийского полка РГК в составе 38-й армии 1-го Украинского фронта                                                                                         | старший сержант           | 23.08.1914 — 08.12.1988              | [ БС 17 ] [ ГС 59 ] [ НЛ 58 ]   |
| 353   | Дуби́нин Иван Владимирович                                                   | 24.03.1945            | пехота       | автоматчик 70-го гвардейского стрелкового полка 24-й гвардейской стрелковой дивизии 2-й гвардейской армии 4-го Украинского фронта                                                                                     | гвардии красноармеец      | 25.05.1914 — 09.05.1944              | [ БС 17 ] [ ГС 60 ] [ НЛ 59 ]   |
| 354   | Дуби́нский Иван Яковлевич укр. Дубинський Іван Якович                        | 13.09.1944            | пехота       | разведчик 759-го стрелкового полка 163-й стрелковой дивизии 40-й армии 2-го Украинского фронта | красноармеец              | 14.10.1920 — 04.05.1944              | [ БС 17 ] [ ГС 61 ] [ НЛ 60 ]   |
| 355   | Дубко́вский Николай Андреевич                                                | 17.11.1943            | морской флот | наводчик противотанкового ружья 386-го отдельного батальона морской пехоты Новороссийской военно-морской базы Черноморского флота                                                                                     | краснофлотец              | 21.05.1921 — 07.11.1970              | [ БС 18 ] [ ГС 62 ] [ НЛ 61 ]   |
| 356   | Дубово́й Иван Васильевич укр. Дубовий Іван Васильович                        | 11.03.1944            | генерал      | командир 16-го танкового корпуса 2-й танковой армии 1-го Украинского фронта | генерал-майор             | 16.06.1900 — 17.04.1981              | [ БС 19 ] [ ГС 63 ] [ НЛ 62 ]   |
| 357   | Дубри́вный Пётр Савельевич укр. Дубрівний Петро Савелійович                  | 31.05.1945            | артиллерия   | командир орудия 99-го гвардейского артиллерийского полка 47-й гвардейской стрелковой дивизии 8-й гвардейской армии 1-го Белорусского фронта                                                                           | гвардии старший сержант   | 18.05.1911 — 10.06.1983              | [ БС 19 ] [ ГС 64 ] [ НЛ 63 ]   |
| 358   | Дубро́вин Михаил Яковлевич                                                   | 24.03.1945            | артиллерия   | командир батареи 696-го армейского истребительно-противотанкового артиллерийского полка 5-й армии 3-го Белорусского фронта                                                                                            | капитан                   | 20.07.1913 — 21.07.1944              | [ БС 19 ] [ ГС 65 ] [ НЛ 64 ]   |
| 359   | Дубро́вский Георгий Алексеевич                                               | 24.03.1945            | комиссар     | заместитель по политической части командира 850-го стрелкового полка 277-й стрелковой дивизии 5-й армии 3-го Белорусского фронта                                                                                      | майор                     | 21.10.1901 — 23.04.1975              | [ БС 19 ] [ ГС 66 ] [ НЛ 65 ]   |
| 360   | Дубро́вский Фёдор Фомич бел. Дуброўскі Фёдар Фаміч                           | 16.09.1943            | генерал      | активный участник партизанской борьбы в Белоруссии, командир Чашникской партизанской бригады | генерал-майор             | 17.04.1901 — 03.03.1970              | ——                              |
| 361   | Дубы́нин Николай Михайлович                                                  | 29.06.1945            | инженер      | исполняющий обязанности командира взвода 87-го отдельного понтонно-мостового батальона 65-й армии 2-го Белорусского фронта                                                                                            | старший сержант           | 19.04.1919 — 11.08.2002              | [ БС 19 ] [ ГС 68 ] [ НЛ 66 ]   |
| 362   | Дубя́га Иван Романович укр. Дубяга Іван Романович                            | 18.02.1964            | морской флот | командир атомной подводной лодки К-115 Северного и Тихоокеанского флотов | капитан 2-го ранга        | 16.01.1929 — 22.02.1999              | ——                              |
| 363   | Ду́гин Николай Дмитриевич                                                    | 15.05.1946            | авиация      | заместитель командира и штурман эскадрильи 402-го истребительного авиационного полка 265-й истребительной авиационной дивизии 3-го истребительного авиационного корпуса 16-й воздушной армии 1-го Белорусского фронта | капитан                   | 26.04.1921 — 02.05.1945              | [ БС 20 ] [ ГС 70 ] [ НЛ 67 ]   |
| 364   | Дудако́в Александр Васильевич                                                | 23.02.1948            | авиация      | командир эскадрильи 15-го гвардейского бомбардировочного авиационного полка 14-й гвардейской бомбардировочной авиационной дивизии 4-го гвардейского бомбардировочного авиационного корпуса 18-й воздушной армии       | гвардии майор             | 07.03.1919 — 20.04.2012              | ——                              |
| 365   | Ду́дарев Павел Иванович                                                      | 13.09.1944            | пехота       | разведчик взвода пешей разведки 681-го стрелкового полка 133-й стрелковой дивизии 40-й армии 2-го Украинского фронта                                                                                                  | красноармеец              | 1913 — 26.02.1945 (пропал без вести) | [ БС 20 ] [ ГС 72 ] [ НЛ 68 ]   |
| 366   | Дударе́нко Андрей Емельянович укр. Дударенко Андрій Омелянович               | 06.04.1945            | артиллерия   | заместитель по строевой части командира 15-й гвардейской миномётной бригады 3-й гвардейской минометной дивизии 21-й армии 1-го Украинского фронта                                                                     | гвардии майор             | 25.10.1912 — 27.01.1945              | [ БС 20 ] [ ГС 73 ] [ НЛ 69 ]   |
| 367   | Дударе́нко Михаил Тарасович                                                  | 07.04.1940            | пехота       | командир батальона 222-го стрелкового полка 49-й стрелковой дивизии 13-й армии | старший лейтенант         | 1904 — 06.12.1939                    | [ БС 20 ] [ ГС 74 ] [ НЛ 70 ]   |
| 368   | Дуде́цкий Николай Митрофанович                                               | 06.04.1945            | пехота       | командир 498-го стрелкового полка 132-й стрелковой дивизии 129-го стрелкового корпуса 47-й армии 1-го Белорусского фронта                                                                                             | подполковник              | 24.12.1911 — 10.01.2000              | [ БС 21 ] [ ГС 75 ] [ НЛ 71 ]   |
| 369   | Ду́дин Александр Протальонович                                               | 10.01.1944            | артиллерия   | командир огневого взвода 692-го артиллерийского полка 240-й стрелковой дивизии 38-й армии Воронежского фронта | младший лейтенант         | 15.02.1919 — 14.03.1982              | [ БС 21 ] [ ГС 76 ] [ НЛ 72 ]   |
| 370   | Ду́дин Леонид Никитович                                                      | 22.02.1944            | пехота       | командир батальона 81-го гвардейского стрелкового полка 25-й гвардейской стрелковой дивизии 6-й армии Юго-Западного фронта                                                                                            | гвардии майор             | 14.08.1916 — 28.07.1970              | [ БС 21 ] [ ГС 77 ] [ НЛ 73 ]   |
| 371   | Ду́дин Николай Максимович                                                    | 22.10.1941            | комиссар     | военный комиссар эскадрильи 29-го истребительного авиационного полка 31-й смешанной авиационной дивизии ВВС Западного фронта                                                                                          | младший политрук          | 07.01.1917 — 27.01.1968              | ——                              |
| 372   | Ду́дка Лука Минович укр. Дудка Лука Минович                                  | 25.10.1943            | пехота       | командир 748-го стрелкового полка 206-й стрелковой дивизии 47-й армии Воронежского фронта | подполковник              | 20.10.1908 — 25.04.1945              | [ БС 21 ] [ ГС 79 ] [ НЛ 74 ]   |
| 373   | Ду́дка Николай Николаевич укр. Дудка Микола Миколайович                      | 22.02.1944            | инженер      | командир отделения 2-го гвардейского отдельного моторизированного понтонно-мостового батальона 4-й понтонно-мостовой бригады РГК в составе 8-й гвардейской армии 3-го Украинского фронта                              | гвардии младший сержант   | 09.05.1901 — 31.10.1988              | [ БС 21 ] [ ГС 80 ] [ НЛ 75 ]   |
| 374   | Ду́дкин Александр Григорьевич                                                | 24.03.1945            | пехота       | командир роты 262-го стрелкового полка 184-й стрелковой дивизии 5-й армии 3-го Белорусского фронта | старший лейтенант         | 07.09.1921 — 16.11.1944              | [ БС 21 ] [ ГС 81 ] [ НЛ 76 ]   |
| 375   | Ду́дкин Александр Павлович                                                   | 26.10.1944            | авиация      | заместитель командира и штурман эскадрильи 166-го гвардейского штурмового авиационного полка 10-й гвардейской штурмовой авиационной дивизии 2-й воздушной армии 1-го Украинского фронта                               | гвардии старший лейтенант | 30.10.1920 — 04.01.1945              | [ БС 22 ] [ ГС 82 ] [ НЛ 77 ]   |
| 376   | Дудко́ Фёдор Михайлович укр. Дудко Федір Михайлович                          | 21.03.1940            | танкист      | помощник по технической части командира танковой роты 91-го танкового батальона 20-й тяжёлой танковой бригады 7-й армии Северо-Западного фронта                                                                       | воентехник 1-го ранга     | 06.02.1911 — 11.02.1940              | [ БС 23 ] [ ГС 83 ] [ НЛ 78 ]   |
| 377   | Ду́дник Фёдор Федотович укр. Дудник Федір Федотович                          | 18.09.1943            | авиация      | штурман звена 5-го гвардейского авиационного полка 50-й авиационной дивизии 6-го авиационного корпуса Авиации дальнего действия                                                                                       | гвардии капитан           | 08.08.1910 — 24.09.1986              | [ БС 23 ] [ ГС 84 ] [ НЛ 79 ]   |
| 378   | Ду́дников Георгий Георгиевич                                                 | 31.05.1945            | морской флот | командир полуглиссера ПГ-104 отдельного отряда полуглиссеров 1-й бригады речных кораблей Днепровской военной флотилии                                                                                                 | старшина первой статьи    | 1921 — 23.04.1945                    | [ БС 23 ] [ ГС 85 ] [ НЛ 80 ]   |
| 379   | Дудниче́нко Виктор Маркович укр. Дудніченко Віктор Маркович                  | 01.07.1944            | авиация      | заместитель командира эскадрильи 239-го истребительного авиационного полка 235-й истребительной авиационной дивизии 10-го истребительного авиационного корпуса 2-й воздушной армии 1-го Украинского фронта            | старший лейтенант         | 25.05.1923 — 14.01.1989              | [ БС 23 ] [ ГС 86 ] [ НЛ 81 ]   |
| 380   | Ду́дченко Иван Андреевич укр. Дудченко Іван Андрійович                       | 24.03.1945            | пехота       | заместитель по политической части командира батальона 176-го гвардейского стрелкового полка 59-й гвардейской стрелковой дивизии 46-й армии 2-го Украинского фронта                                                    | гвардии капитан           | 20.07.1912 — 05.12.1944              | [ БС 23 ] [ ГС 87 ] [ НЛ 82 ]   |
| 381   | Ду́дчик Павел Андреевич бел. Дудчык Павел Андрэевіч                          | 29.06.1945            | артиллерия   | командир батареи 699-го истребительно-противотанкового артиллерийского полка 18-й истребительно-противотанковой артиллерийской бригады РГК в составе 22-й армии 2-го Прибалтийского фронта                            | капитан                   | 12.07.1918 — 17.04.1994              | [ БС 23 ] [ ГС 88 ] [ НЛ 83 ]   |
| 382   | Дуды́кин Евгений Петрович                                                    | 19.03.1944            | инженер      | сапёр сапёрного взвода 592-го стрелкового полка 203-й стрелковой дивизии 12-й армии Юго-Западного фронта | красноармеец              | 25.12.1924 — 30.10.1943              | [ БС 24 ] [ ГС 89 ] [ НЛ 84 ]   |
| 383   | Дуе́нко Василий Григорьевич                                                  | 24.03.1945            | пехота       | командир роты 645-го стрелкового полка 202-й стрелковой дивизии 27-й армии 2-го Украинского фронта | старший лейтенант         | 1921 — 21.08.1944                    | [ БС 25 ] [ ГС 90 ] [ НЛ 85 ]   |
| 384   | Ду́ка Михаил Ильич укр. Дука Михайло Ілліч                                   | 01.09.1942            | партизан     | активный участник партизанской борьбы на Брянщине, командир партизанской бригады имени Кравцова | —                         | 27.08.1909 — 11.10.1976              | [ БС 25 ] [ ГС 91 ] [ НЛ 86 ]   |
| 385   | Дуле́бо Антон Николаевич бел. Дулябо Антон Мікалаевіч                        | 27.02.1945            | кавалерия    | командир эскадрона 56-го гвардейского кавалерийского полка 14-й гвардейской кавалерийской дивизии 7-го гвардейского кавалерийского корпуса 1-го Белорусского фронта                                                   | гвардии старший лейтенант | 14.01.1920 — 11.12.1983              | [ БС 25 ] [ ГС 92 ] [ НЛ 87 ]   |
| 386   | Дуна́ев Иван Васильевич                                                      | 10.03.1944            | танкист      | командир танка Т-34 разведывательного отряда штаба 18-го танкового корпуса 5-й гвардейской танковой армии Степного фронта                                                                                             | лейтенант                 | 1922 — 18.10.1943                    | [ БС 25 ] [ ГС 93 ] [ НЛ 88 ]   |
| 387   | Дуна́ев Михаил Никитович                                                     | 19.04.1945            | артиллерия   | командир огневого взвода 125-го гвардейского артиллерийского полка 54-й гвардейской стрелковой дивизии 28-й армии 3-го Белорусского фронта                                                                            | гвардии лейтенант         | 1923 — 14.01.1945                    | [ БС 25 ] [ ГС 94 ] [ НЛ 89 ]   |
| 388   | Дуна́ев Николай Пантелеевич                                                  | 02.09.1943            | авиация      | командир эскадрильи 270-го истребительного авиационного полка 203-й истребительной авиационной дивизии 1-го штурмового авиационного корпуса 5-й воздушной армии Степного фронта                                       | капитан                   | 05.05.1918 — 21.03.1981              | [ БС 25 ] [ ГС 95 ] [ НЛ 90 ]   |
| 389   | Дуна́ев Сергей Илларионович укр. Дунаєв Сергій Іларіонович                   | 28.04.1945            | пехота       | командир 108-й гвардейской стрелковой дивизии 46-й армии 2-го Украинского фронта | гвардии полковник         | 27.01.1903 — 26.06.1971              | [ БС 26 ] [ ГС 96 ] [ НЛ 91 ]   |
| 390   | Дунае́вский Константин Дмитриевич                                            | 18.08.1945            | авиация      | командир звена 47-го гвардейского отдельного разведывательного авиационного полка 4-й воздушной армии 2-го Белорусского фронта                                                                                        | гвардии старший лейтенант | 27.05.1922 — 23.04.1945              | [ БС 27 ] [ ГС 97 ] [ НЛ 92 ]   |
| 391   | Ду́ничев Николай Васильевич                                                  | 24.03.1945            | пехота       | разведчик взвода пешей разведки 334-го стрелкового полка 47-й стрелковой дивизии 6-й гвардейской армии 1-го Прибалтийского фронта                                                                                     | красноармеец              | 19.12.1919 — 25.06.1944              | [ БС 27 ] [ ГС 98 ] [ НЛ 93 ]   |
| 392   | Ду́плий Иван Минович укр. Дуплій Іван Минович                                | 03.06.1944            | танкист      | моторист-регулировщик танков 317-го танкового батальона 55-й гвардейской танковой бригады 7-го гвардейского танкового корпуса 3-й гвардейской танковой армии Воронежского фронта                                      | гвардии старшина          | 25.05.1919 — 27.04.2007              | [ БС 27 ] [ ГС 99 ] [ НЛ 94 ]   |
| 393   | Ду́плий Сергей Прокофьевич укр. Дуплій Сергій Прокопович                     | 05.11.1944            | авиация      | флаг-штурман 5-го гвардейского минно-торпедного авиационного полка 1-й минно-торпедной авиационной дивизии ВВС Черноморского флота                                                                                    | гвардии майор             | 06.10.1904 — 09.06.1984              | [ БС 27 ] [ ГС 100 ] [ НЛ 95 ]  |
| 394   | Дурако́в Валентин Фёдорович                                                  | 29.06.1945            | авиация      | штурман 999-го штурмового авиационного полка 277-й штурмовой авиационной дивизии 1-й воздушной армии 3-го Белорусского фронта                                                                                         | майор                     | 19.02.1909 — 11.11.1975              | [ БС 27 ] [ ГС 101 ] [ НЛ 96 ]  |
| 395   | Дураче́нко Антон Николаевич                                                  | 13.11.1943            | пехота       | командир отделения взвода противотанковых ружей 465-го стрелкового полка 167-й стрелковой дивизии 38-й армии Воронежского фронта                                                                                      | красноармеец              | 10.08.1899 — 26.07.1977              | [ БС 27 ] [ ГС 102 ] [ НЛ 97 ]  |
| 396   | Дурди́ев Кочкар Ахмедович узб. Turdiyev Qoʻchqor                             | 27.03.1942            | пехота       | стрелок 353-го горнострелкового полка 47-й горнострелковой дивизии 38-й армии Юго-Западного фронта | красноармеец              | 01.09.1917 — 04.08.1989              | [ БС 27 ] [ ГС 103 ] [ НЛ 98 ]  |
| 397   | Дурды́ Курбан туркм. Durdy Gurban                                            | 09.11.1941            | пехота       | командир отделения 389-го стрелкового полка 176-й стрелковой дивизии 9-й армии Южного фронта | младший сержант           | 25.10.1917 — 12.02.1976              | [ БС 28 ] [ ГС 104 ] [ НЛ 99 ]  |
| 398   | Дурды́ев Реджеп туркм. Durdyyew Rejep                                        | 27.02.1945            | кавалерия    | наводчик ручного пулемёта взвода разведки 56-го гвардейского кавалерийского полка 14-й гвардейской кавалерийской дивизии 7-го гвардейского кавалерийского корпуса 1-го Белорусского фронта                            | гвардии красноармеец      | 1914 — 1963                          | [ БС 29 ] [ ГС 105 ] [ НЛ 100 ] |
| 399   | Ду́рин Александр Максимович                                                  | 16.10.1943            | артиллерия   | командир отделения миномётной роты 109-го стрелкового полка 74-й стрелковой дивизии 13-й армии Центрального фронта | старший сержант           | 1922 — 13.09.1943                    | [ БС 29 ] [ ГС 106 ] [ НЛ 101 ] |
| 400   | Дурно́в Иван Алексеевич                                                      | 22.02.1944            | пехота       | стрелок 81-го гвардейского стрелкового полка 25-й гвардейской стрелковой дивизии 6-й армии Юго-Западного фронта | гвардии красноармеец      | 1918 — 01.02.1944                    | [ БС 29 ] [ ГС 107 ] [ НЛ 102 ] |
| 401   | Дурно́вцев Андрей Егорович                                                   | 07.03.1962            | авиация      | ведущий лётчик испытаний ядерного оружия на Новой Земле, лётчик самолёта-носителя Ту-95 | подполковник              | 14.01.1923 — 24.10.1976              | ——                              |
| 402   | Дусухамбе́тов Абу (Дусухамбетов Аба) каз. Досмұхамбетов Әбу                  | 16.10.1943            | пехота       | командир роты 229-го стрелкового полка 8-й стрелковой дивизии 13-й армии Центрального фронта | старший лейтенант         | 15.06.1920 — 05.10.1943              | [ БС 29 ] [ ГС 109 ] [ НЛ 103 ] |
| 403   | Ду́тов Пётр Данилович                                                        | 21.07.1942            | пехота       | стрелок 1075-го стрелкового полка 316-й стрелковой дивизии 16-й армии Западного фронта | красноармеец              | 06.08.1916 — 16.11.1941              | [ БС 29 ] [ ГС 110 ] [ НЛ 104 ] |
| 404   | Ду́хов Алексей Михайлович                                                    | 27.02.1945            | танкист      | командир танковой роты 1-й гвардейской танковой бригады 8-го гвардейского механизированного корпуса 1-й гвардейской танковой армии 1-го Белорусского фронта                                                           | гвардии старший лейтенант | 27.03.1921 — 29.12.1984              | [ БС 30 ] [ ГС 111 ] [ НЛ 105 ] |
| 405   | Душа́к Николай Григорьевич                                                   | 31.05.1945            | танкист      | командир 12-й гвардейской танковой бригады 4-го гвардейского танкового корпуса 5-й гвардейской армии 1-го Украинского фронта                                                                                          | гвардии полковник         | 06.12.1907 — 22.11.1993              | [ БС 31 ] [ ГС 112 ] [ НЛ 106 ] |
| 406   | Душе́ин Владимир Васильевич                                                  | 27.06.1945            | инженер      | сапёр 33-го гвардейского отдельного мотоинженерного батальона 3-й гвардейской мотоинженерной бригады 4-й гвардейской танковой армии 1-го Украинского фронта                                                           | гвардии ефрейтор          | 03.07.1912 — 01.07.1989              | [ БС 31 ] [ ГС 113 ] [ НЛ 107 ] |
| 407   | Ду́шкин Иван Ефимович                                                        | 18.09.1943            | авиация      | командир звена 10-го гвардейского авиационного полка 3-й гвардейской авиационной дивизии 3-го гвардейского авиационного корпуса Авиации дальнего действия                                                             | гвардии старший лейтенант | 17.11.1914 — 08.08.1943              | [ БС 31 ] [ ГС 114 ] [ НЛ 108 ] |
| 408   | Ду́шкин Иван Иванович                                                        | 14.03.1938            | авиация      | штурман и начальник штаба отдельной эскадрильи бомбардировщиков СБ ВВС Испанской републики | старший лейтенант         | 23.02.1905 — 10.06.1976              | ——                              |
| 409   | Дыды́шко Александр Иванович бел. Дыдышка Аляксандр Іванавіч                  | 11.04.1940            | артиллерия   | командир дивизиона 301-го гаубичного артиллерийского полка РГК в составе 7-й армии Северо-Западного фронта | капитан                   | 01.07.1911 — 05.02.1944              | [ БС 31 ] [ ГС 116 ] [ НЛ 109 ] |
| 410   | Ды́мченко Пётр Леонтьевич укр. Димченко Петро Леонтійович                    | 14.02.1943            | авиация      | заместитель командира эскадрильи 659-го истребительного авиационного полка 288-й истребительной авиационной дивизии 1-го смешанного авиационного корпуса 8-й воздушной армии Сталинградского фронта                   | лейтенант                 | 25.11.1917 — 10.11.1942              | [ БС 31 ] [ ГС 117 ] [ НЛ 110 ] |
| 411   | Ды́скин Ефим Анатольевич                                                     | 12.04.1942            | артиллерия   | наводчик зенитного орудия 694-го истребительно-противотанкового артиллерийского полка 16-й армии Западного фронта | красноармеец              | 10.01.1923 — 14.10.2012              | [ БС 32 ] [ ГС 118 ] [ НЛ 111 ] |
| 412   | Ды́тченко Александр Степанович                                               | 27.02.1945            | артиллерия   | командир 1493-го самоходно-артиллерийского полка 11-го танкового корпуса 69-й армии 1-го Белорусского фронта | подполковник              | 02.06.1912 — 25.07.1983              | [ БС 33 ] [ ГС 119 ] [ НЛ 112 ] |
| 413   | Дытю́к Василий Кузьмич укр. Дитюк Василь Кузьмич                             | 24.03.1945            | танкист      | командир танкового взвода 66-й гвардейской танковой бригады 12-го гвардейского танкового корпуса 2-й гвардейской танковой армии 1-го Белорусского фронта                                                              | гвардии лейтенант         | 02.03.1918 — 22.06.1984              | [ БС 33 ] [ ГС 120 ] [ НЛ 113 ] |
| 414   | Дыши́нский Владимир Александрович                                            | 20.12.1943            | пехота       | командир взвода 96-й гвардейской отдельной разведывательной роты 92-й гвардейской стрелковой дивизии 37-й армии Степного фронта                                                                                       | гвардии младший лейтенант | 01.03.1923 — 22.02.1944              | [ БС 33 ] [ ГС 121 ] [ НЛ 114 ] |
| 415   | Дья́ков Иосиф Иванович бел. Дзякаў Іосіф Іванавіч                            | 24.03.1945            | комиссар     | парторг батальона 494-го стрелкового полка 174-й стрелковой дивизии 31-й армии 3-го Белорусского фронта | старший лейтенант         | 04.04.1903 — 11.01.1984              | [ БС 33 ] [ ГС 122 ] [ НЛ 115 ] |
| 416   | Дья́ков Пётр Михайлович                                                      | 18.08.1945            | авиация      | заместитель командира и штурман эскадрильи 683-го штурмового авиационного полка 335-й штурмовой авиационной дивизии 3-й воздушной армии 1-го Прибалтийский фронта                                                     | старший лейтенант         | 06.05.1916 — 19.02.1945              | [ БС 33 ] [ ГС 123 ] [ НЛ 116 ] |
| 417   | Дья́конов Анатолий Александрович                                             | 21.03.1940            | пехота       | командир 60-го отдельного лыжного батальона 7-й армии Северо-Западного фронта | капитан                   | 11.06.1907 — 08.08.1972              | [ БС 33 ] [ ГС 124 ] [ НЛ 117 ] |
| 418   | Дья́конов Ефрем Аристаулович                                                 | 21.03.1940            | танкист      | командир танка танковой роты 27-го стрелкового полка 7-й стрелковой дивизии 7-й армии Северо-Западного фронта | отделённый командир       | 11.02.1916 — 26.03.1997              | [ БС 34 ] [ ГС 125 ] [ НЛ 118 ] |
| 419   | Дья́конов Никита Николаевич                                                  | 04.02.1944            | авиация      | заместитель командира эскадрильи 672-го штурмового авиационного полка 306-й штурмовой авиационной дивизии 9-го смешанного авиационного корпуса 17-й воздушной армии 3-го Украинского фронта                           | лейтенант                 | 07.07.1914 — 24.12.1944              | [ БС 35 ] [ ГС 126 ] [ НЛ 119 ] |
| 420   | Дья́конов Николай Максимович                                                 | 24.03.1945            | пехота       | наводчик ручного пулемёта 415-го стрелкового полка 1-й стрелковой дивизии 70-й армии 1-го Белорусского фронта | красноармеец              | 15.12.1925 — 22.06.1982              | [ БС 35 ] [ ГС 127 ] [ НЛ 120 ] |
| 421   | Дьяче́нко Андрей Васильевич укр. Дяченко Андрій Васильович                   | 10.01.1944            | пехота       | стрелок 1318-го стрелкового полка 163-й стрелковой дивизии 38-й армии Воронежского фронта | красноармеец              | 1910 — 03.03.1944                    | [ БС 35 ] [ ГС 128 ] [ НЛ 121 ] |
| 422   | Дьяче́нко Дарья Григорьевна укр. Дяченко Дарія Григорівна                    | 01.07.1958            | партизан     | член подпольной комсомольской организации «Партизанская искра», руководитель подпольных молодёжных групп, действовавших на территории временно оккупированной Николаевской области Украинской ССР                     | —                         | 02.04.1924 — 02.04.1944              | ——                              |
| 423   | Дьяче́нко Иван Давидович укр. Дяченко Іван Давидович                         | 29.10.1943            | пехота       | стрелок 1318-го стрелкового полка 163-й стрелковой дивизии 38-й армии Воронежского фронта | красноармеец              | 1906 — 05.10.1943                    | [ БС 35 ] [ ГС 130 ] [ НЛ 122 ] |
| 424   | Дьяче́нко Иван Корнеевич                                                     | 27.02.1945            | артиллерия   | командир огневого взвода миномётной батареи 738-го стрелкового полка 134-й стрелковой дивизии 69-й армии 1-го Белорусского фронта                                                                                     | старший лейтенант         | 16.06.1924 — 14.04.2004              | [ БС 35 ] [ ГС 131 ] [ НЛ 123 ] |
| 425   | Дьяче́нко Иван Михайлович укр. Дяченко Іван Михайлович                       | 18.08.1945            | авиация      | командир эскадрильи 237-го штурмового авиационного полка 305-й штурмовой авиационной дивизии 15-й воздушной армии 2-го Прибалтийского фронта                                                                          | капитан                   | 07.11.1921 — 14.12.1962              | [ БС 35 ] [ ГС 132 ] [ НЛ 124 ] |
| 426   | Дьяче́нко Николай Сидорович укр. Дяченко Микола Сидорович                    | 10.04.1945            | пехота       | командир роты 524-го стрелкового полка 112-й стрелковой дивизии 13-й армии 1-го Украинского фронта | старший лейтенант         | 20.02.1921 — 24.01.1945              | [ БС 35 ] [ ГС 133 ] [ НЛ 125 ] |
| 427   | Дьяче́нко Фёдор Сергеевич                                                    | 22.01.1944            | морской флот | командир сторожевого катера СКА-018 8-го дивизиона сторожевых кораблей Черноморского флота | капитан-лейтенант         | 30.09.1919 — 12.12.1983              | ——                              |
| 428   | Дьяче́нко Фёдор Трофимович укр. Дяченко Федір Трохимович                     | 21.02.1944            | пехота       | снайпер 187-го стрелкового полка 72-й стрелковой дивизии 42-й армии Ленинградского фронта | старший сержант           | 16.06.1917 — 08.08.1995              | [ БС 36 ] [ ГС 135 ] [ НЛ 126 ] |
| 429   | Дьячко́в Александр Алексеевич                                                | 15.05.1946            | авиация      | лётчик 179-го гвардейского истребительного авиационного полка 14-й гвардейской истребительной авиационной дивизии 3-го гвардейского истребительного авиационного корпуса 5-й воздушной армии 2-го Украинского фронта  | гвардии старший лейтенант | 1923 — 31.03.1945                    | [ БС 36 ] [ ГС 136 ] [ НЛ 127 ] |
| 430   | Дьячко́в Алексей Фёдорович                                                   | 30.10.1943            | артиллерия   | начальник разведки дивизиона 384-го артиллерийского полка 193-й стрелковой дивизии 65-й армии Центрального фронта | старший лейтенант         | 09.03.1918 — 16.10.1986              | [ БС 36 ] [ ГС 137 ] [ НЛ 128 ] |
| 431   | Дьячко́в Фёдор Васильевич                                                    | 27.02.1945            | танкист      | механик-водитель танка Т-34 47-й гвардейской танковой бригады 9-го гвардейского танкового корпуса 2-й гвардейской танковой армии 1-го Белорусского фронта                                                             | гвардии старшина          | 10.06.1912 — 24.01.1984              | [ БС 36 ] [ ГС 138 ] [ НЛ 129 ] |
| 432   | Дьячу́к Андрей Ефимович (Дячук Андрей Ефимович) укр. Дячук Андрій Юхимович   | 24.03.1945            | инженер      | командир отделения инженерно-сапёрного батальона 51-й инженерно-сапёрной бригады 46-й армии 2-го Украинского фронта                                                                                                   | старший сержант           | 13.12.1921 — 14.01.1945              | [ БС 37 ] [ ГС 139 ] [ НЛ 130 ] |
| 433   | Дюбко́ Анатолий Фёдорович бел. Дзюбко Анатоль Фёдаравіч                      | 24.03.1945            | артиллерия   | командир батареи 589-го лёгкого артиллерийского полка 78-й лёгкой артиллерийской бригады 27-й артиллерийской дивизии прорыва РГК в составе 10-й гвардейской армии 2-го Прибалтийского фронта                          | лейтенант                 | 15.12.1923 — 24.09.2009              | [ БС 36 ] [ ГС 140 ] [ НЛ 131 ] |
| 434   | Дюдю́кин Георгий Константинович чув. Дюдюкин Георгий Константинович          | 31.05.1945            | артиллерия   | командир орудия 82-го гвардейского отдельного истребительно-противотанкового дивизиона 74-й гвардейской стрелковой дивизии 8-й гвардейской армии 1-го Белорусского фронта                                             | гвардии старший сержант   | 17.10.1923 — 20.07.1996              | [ БС 36 ] [ ГС 141 ] [ НЛ 132 ] |
| 435   | Дю́жев Михаил Константинович                                                 | 27.02.1945            | пехота       | командир отделения роты автоматчиков 240-го стрелкового полка 117-й стрелковой дивизии 69-й армии 1-го Белорусского фронта                                                                                            | сержант                   | 20.12.1918 — 18.01.1972              | [ БС 38 ] [ ГС 142 ] [ НЛ 133 ] |
| 436   | Дяди́цын Даниил Степанович                                                   | 20.12.1943            | артиллерия   | командир огневого взвода батареи 45-мм пушек 19-го гвардейского воздушно-десантного полка 10-й гвардейской воздушно-десантной дивизии 37-й армии Степного фронта                                                      | гвардии лейтенант         | 30.12.1913 — 21.04.1972              | [ БС 37 ] [ ГС 143 ] [ НЛ 134 ] |
| 437   | Дя́кин Михаил Васильевич                                                     | 26.10.1943            | артиллерия   | начальник артиллерии 229-го гвардейского стрелкового полка 72-й гвардейской стрелковой дивизии 7-й гвардейской армии Степного фронта                                                                                  | гвардии капитан           | 25.07.1914 — 29.04.1945              | [ БС 37 ] [ ГС 144 ] [ НЛ 135 ] |
| 438   | Дя́кин Николай Петрович                                                      | 27.06.1945            | артиллерия   | командующий артиллерией 5-го гвардейского механизированного корпуса 4-й гвардейской танковой армии 1-го Украинского фронта                                                                                            | гвардии полковник         | 10.05.1904 — 23.04.1945              | [ БС 37 ] [ ГС 145 ] [ НЛ 136 ] |
| 439   | Дя́тлов Александр Иванович                                                   | 24.03.1945            | пехота       | командир пулемётного отделения 87-го гвардейского стрелкового полка 29-й гвардейской стрелковой дивизии 10-й гвардейской армии 2-го Прибалтийского фронта                                                             | гвардии старший сержант   | 28.08.1910 — 27.04.1948              | [ БС 37 ] [ ГС 146 ] [ НЛ 137 ] |
| 440   | Дя́тлов Василий Семёнович                                                    | 29.06.1945            | артиллерия   | командир орудия 790-го артиллерийского полка 250-й стрелковой дивизии 3-й армии 3-го Белорусского фронта | сержант                   | 15.08.1910 — 21.07.1988              | [ БС 37 ] [ ГС 147 ] [ НЛ 138 ] |
| 441   | Дя́тлов Игнатий Семёнович                                                    | 10.04.1945            | пехота       | командир взвода 1239-го стрелкового полка 373-й стрелковой дивизии 52-й армии 1-го Украинского фронта | лейтенант                 | 12.01.1925 — 31.07.1999              | [ БС 37 ] [ ГС 148 ] [ НЛ 139 ] |

| Навигационная таблица | Навигационная таблица              |
| --------------------- | ---------------------------------- |
| «Д»                   | Давиденко Василий — Денисов Михаил |
| «Д»                   | Денисов Осип — Донских Александр   |
| «Д»                   | Донских Иван — Дятлов Игнатий      |